# Consorcio de Transportes del Área de Zaragoza

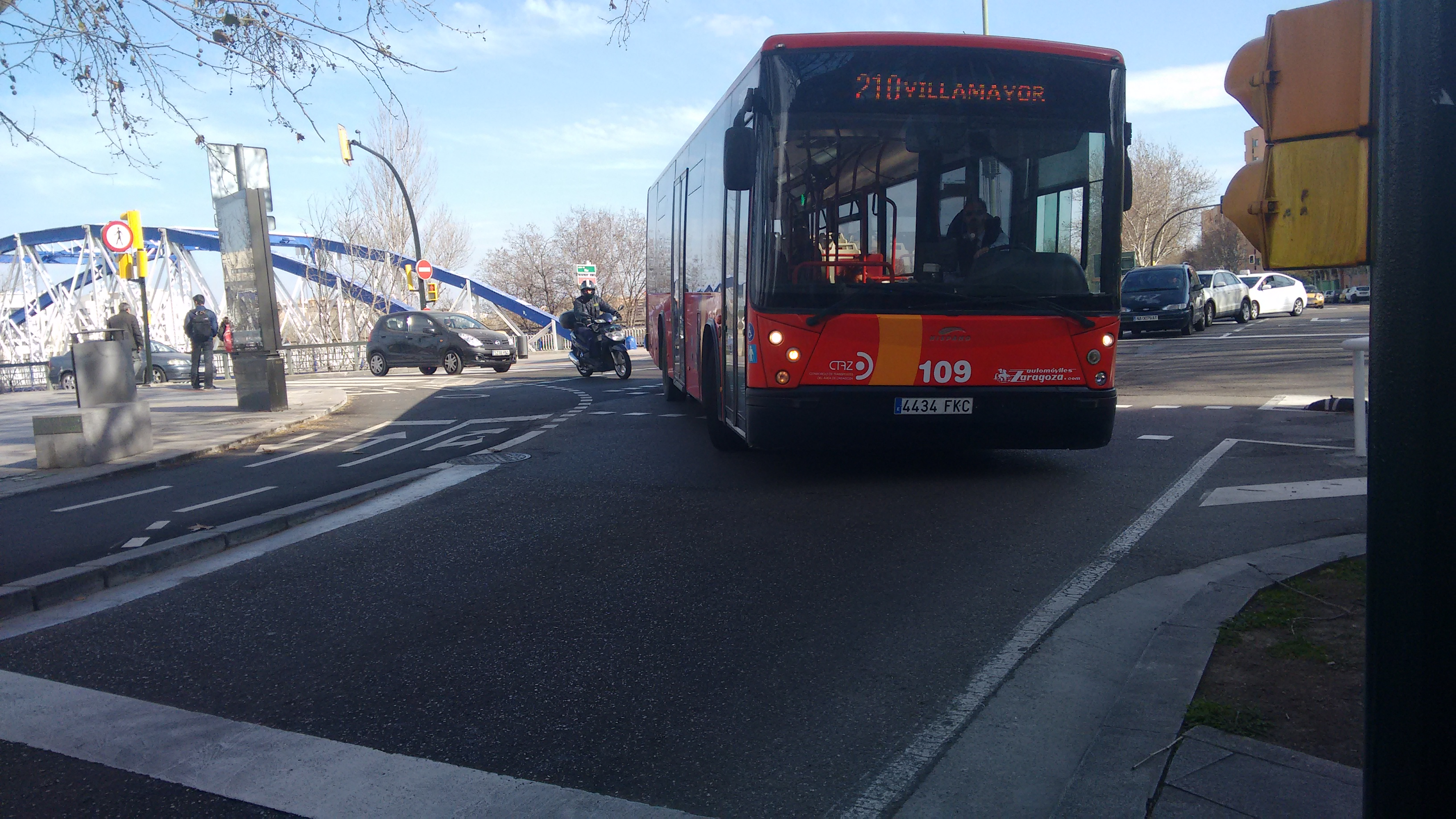
Bus de la línea 210, prestando servicio.

El Consorcio de Transportes del Área de Zaragoza (CTAZ) es la autoridad encargada de coordinar, gestionar y planificar la red de transporte público así como otras herramientas de movilidad del área metropolitana de Zaragoza. Legalmente, se trata de una entidad pública de carácter asociativo con autonomía y personalidad propia.
El CTAZ establece las rutas, horarios y tarifas de las líneas de autobús de la mayoría de localidades de la Comarca Central (a excepción de los autobuses urbanos de Zaragoza) y su ámbito de actuación se extiende a municipios de la Ribera Alta del Ebro, Valdejalón, la Ribera Baja del Ebro y el Campo de Cariñena.

## Historia
Antes de la implantación del Consorcio existían líneas de transporte regular operadas por empresas de autobús locales que servían a diferentes localidades del área metropolitana de Zaragoza, especialmente aquellas dependientes del municipio de Zaragoza, como Casetas, Monzalbarba o Movera. Ágreda Bus, ahora integrada en el grupo ALSA, operaba las rutas regulares hacia Monzalbarba, Utebo y Casetas; y Automóviles Zaragoza, perteneciente actualmente a Monbus, daba el servicio a Movera.

### Creación del Consorcio y oficialización del hecho metropolitano (2006)
Ante el crecimiento demográfico del área metropolitana y la necesidad intrínseca de movilidad de sus habitantes, el CTAZ se constituyó oficialmente el 12 de diciembre de 2006 mediante un convenio suscrito por los ayuntamientos de Zaragoza, Alagón, Alfajarín, Botorrita, El Burgo de Ebro, Cadrete, Cuarte de Huerva, Figueruelas, Fuentes de Ebro, Jaulín, La Joyosa, María de Huerva, Mediana de Aragón, Mozota, Muel, La Muela, Nuez de Ebro, Osera de Ebro, Pastriz, Pina de Ebro, Pinseque, La Puebla de Alfindén, San Mateo de Gállego, Sobradiel, Torres de Berrellén, Utebo, Villafranca de Ebro, Villamayor de Gállego, Villanueva de Gállego y Zuera, así como la Diputación de Zaragoza y el Gobierno de Aragón.
Según las declaraciones del por entonces presidente de la Diputación, Javier Lambán, la creación del CTAZ suponía “la creación de la primera corona metropolitana”, siguiendo las conclusiones de distintos estudios de la Universidad de Zaragoza, el Gobierno de Aragón, organizaciones empresariales y la propia Diputación, que ya habían analizado y descrito desde la década de 1990 las relaciones existentes entre la capital aragonesa y su entorno, también en el ámbito de la movilidad diaria y pendular.

### Reordenación de las líneas y Tarjeta Interbús (2009)
En enero de 2009, el CTAZ inició un proceso de numeración de las líneas de transporte metropolitano existentes hasta el momento. En una primera fase, la nomenclatura fue alfabética y comprendía las líneas puramente interurbanas, es decir, aquellas con destino en un municipio diferente a Zaragoza. 
| Línea | Recorrido                                        | Aproximación actual |
| ----- | ------------------------------------------------ | ------------------- |
| A     | Zaragoza — Pina de Ebro (por Fuentes)            | 310, 311, 312       |
| B     | Zaragoza — Pina de Ebro (por La Puebla)          | 211, 213, 214       |
| C     | Zaragoza — Cuarte de Huerva                      | 410                 |
| J     | Zaragoza — Jaulín                                | 411                 |
| P     | Zaragoza — Pastriz                               | 212                 |
| S     | Zaragoza — San Mateo de Gállego                  | 111                 |
| T     | Zaragoza — Torres de Berrellén                   | 610                 |
| V     | Zaragoza — Cadrete — María de Huerva — Botorrita | 411                 |
| Z     | Zaragoza — Zuera                                 | 110                 |
|       | Zaragoza — Aeropuerto                            | 501B, 505           |
|       | Zaragoza — Casetas                               | 603                 |
|       | Zaragoza — Garrapinillos                         | 604                 |
|       | Zaragoza — La Muela                              | 510                 |
|       | Zaragoza — Monzalbarba - Alfocea - Utebo         | 602                 |
|       | Zaragoza — Movera                                | 201                 |
|       | Zaragoza — San Juan de Mozarrifar                | 102, 103            |
|       | Zaragoza — Torres de San Lamberto                | 601                 |
|       | Zaragoza — Urb. El Zorongo                       | 101                 |
|       | Zaragoza — Villamayor de Gállego                 | 210                 |
|       | Zaragoza — Villarrapa                            | 605                 |

En febrero de ese año, el CTAZ lanzó la Tarjeta Interbús, un soporte único de pago para todas las líneas de autobús del área metropolitana (interurbanas y urbanas) y el tranvía de Zaragoza. Por primera vez, la Tarjeta Interbús permitió el transbordo gratuito entre el transporte metropolitano y los modos urbanos del centro de la ciudad, resolviendo un agravio histórico de los habitantes del entorno de Zaragoza.

### Implantación de la numeración de líneas (2013)
En junio de 2013, el CTAZ aprobó la nueva numeración de las líneas de autobús metropolitano. Las rutas se dividieron en cuatro corredores perpendiculares sobre el área de Zaragoza, siguiendo las principales rutas de acceso a la ciudad:
- Corredor norte (líneas 1XX). Siguiendo la autovía A-23 y la carretera N-330/N-330a a su paso por el Bajo Gállego.
- Corredor este (líneas 2XX y 3XX). Siguiendo carreteras CV-314, N-2 y N-232 y la autovía A-68 a su paso por las márgenes izquierda y derecha del río Ebro entre Zaragoza y Pina de Ebro.
- Corredor sur (líneas 4XX y 5XX). Siguiendo las carreteras N-330 y las autovías A-23 y A-2 a su paso por la Ribera del Bajo Huerva y el noreste de Valdejalón.
- Corredor oeste (líneas 6XX). Siguiendo las carreteras N-125 y N-232 y la autovía A-68 a su paso por la Ribera Alta del Ebro y el área urbana previa a la ciudad de Zaragoza.

Esta nomenclatura reducía la diferenciación histórica entre las líneas interurbanas (con destinos fuera del municipio de Zaragoza y denominación alfabética) y las líneas periurbanas (con destinos a localidades, barrios rurales o urbanizaciones dentro del municipio de Zaragoza y sin denominación), agrupándolas en un mismo sistema de numeración, si bien todavía persistían ciertos matices:
|                     | Color identificativo | Numeración                                  |
| ------------------- | -------------------- | ------------------------------------------- |
| Líneas periurbanas  | Rojo                 | Decenas inferiores al 10 (102, 201, 603...) |
| Líneas interurbanas | Verde                | Decenas superiores al 10 (111, 310, 510...) |

### Integración de Cercanías Renfe (2014)
A raíz de un convenio suscrito entre el CTAZ y Renfe, a partir del 1 de abril de 2014 la Tarjeta Interbús se incluyó como medio de pago válido para los billetes sencillos de viaje en la línea C-1 de Cercanías Zaragoza entre las estaciones de Casetas y Miraflores. La Tarjeta Interbús permitía, además, el transbordo gratuito a cualquier modo de transporte urbano en los 75 minutos siguientes a la primera validación, en el caso de los viajes de la periferia al centro del área de Zaragoza, y los 60 minutos en el caso de los viajes del centro a la periferia.

## Red de transporte público

### Corredores
El CTAZ gestiona actualmente 34 líneas de autobús organizadas en cuatro corredores básicos perpendiculares sobre el área de Zaragoza:
- Corredor norte (líneas 1XX). Estructurado en torno a la autovía A-23 y la carretera N-330/N-330a, recorre la subcomarca del Bajo Gállego. Comprende, en orden de menor a mayor distancia del centro de Zaragoza: San Juan de Mozarrifar, la urbanización El Zorongo, Villanueva de Gállego, la urbanización Las Lomas de Gállego, San Mateo de Gállego, Zuera y Ontinar de Salz.
- Corredor este (líneas 2XX y 3XX). Estructurado en torno a las carreteras CV-314, N-2 y N-232 y la autovía A-68, abarca las márgenes izquierda y derecha del río Ebro entre Zaragoza y Pina de Ebro. Comprende, en orden de menor a mayor distancia del centro de Zaragoza: Movera, El Lugarico de Cerdán, La Puebla de Alfindén, Pastriz, Villamayor de Gállego, El Burgo de Ebro, Alfajarín, Nuez de Ebro, Villafranca de Ebro, Fuentes de Ebro, Osera de Ebro y Pina de Ebro.
- Corredor sur (líneas 4XX y 5XX). Estructurado en torno a las carreteras N-330 y las autovías A-23 y A-2, abarca la subcomarca de la Ribera del Bajo Huerva y el noreste de Valdejalón. Comprende, en orden de menor a mayor distancia del centro de Zaragoza: Cuarte de Huerva, la urbanización Santa Fe, la plataforma PLAZA, Cadrete, María de Huerva, La Muela y Botorrita. Las líneas 501B y 505, que dan servicio al Aeropuerto de Zaragoza, también se adscriben a este corredor.
- Corredor oeste (líneas 6XX). Estructurado en torno a las carreteras N-125 y N-232 y la autovía A-68, sirve al sur de la Ribera Alta del Ebro y el área urbana previa a la ciudad de Zaragoza. Comprende, en orden de menor a mayor distancia del centro de Zaragoza: Venta del Olivar, Alfocea, Monzalbarba, Garrapinillos, Utebo, Casetas, Sobradiel, Villarrapa, La Joyosa, Torres de Berrellén, Pinseque y Alagón.

La entrada en vigor de las nuevas concesiones de transporte público del CTAZ supondrá la creación de un nuevo corredor, de carácter transversal. Está previsto que su nomenclatura sea la 7XX y dispondrá de una única línea, la 700, que conectará Casetas, Utebo, Garrapinillos y la plataforma PLAZA sin pasar por el núcleo urbano de Zaragoza en una primera fase. Posteriormente, el contrato prevé la extensión hasta Cuarte de Huerva.

### Líneas de autobús por corredores
| Corredor norte | Corredor norte | Corredor norte                                                                        | Corredor norte                                                             | Corredor norte    |
| Línea          | Sublínea       | Recorrido                                                                             | Localidades servidas                                                       | Empresa operadora |
| -------------- | -------------- | ------------------------------------------------------------------------------------- | -------------------------------------------------------------------------- | ----------------- |
| 101            | 101            | Zaragoza — El Zorongo                                                                 | Urb. El Zorongo                                                            | DIREXIS Movilidad |
| 101            | 101B           | Zaragoza — El Zorongo (por Ambulatorio Parque Goya 2)                                 | Urb. El Zorongo                                                            | DIREXIS Movilidad |
| 102            | 102A           | Zaragoza — San Juan de Mozarrifar (por Av. Cataluña)                                  | San Juan de Mozarrifar                                                     | DIREXIS Movilidad |
| 102            | 102B           | Zaragoza — San Juan de Mozarrifar (por San Juan de la Peña)                           | San Juan de Mozarrifar                                                     | DIREXIS Movilidad |
| 102            | 102C           | Zaragoza — San Juan de Mozarrifar (por Av. Cataluña)                                  | San Juan de Mozarrifar                                                     | DIREXIS Movilidad |
| 103            | 103            | Zaragoza — San Juan de Mozarrifar (directo por N-330)                                 | San Juan de Mozarrifar                                                     | DIREXIS Movilidad |
| 103            | 103B           | Zaragoza — San Juan de Mozarrifar (directo por N-330 y por Ambulatorio Parque Goya 2) | San Juan de Mozarrifar                                                     | DIREXIS Movilidad |
| 110            | 110            | Zaragoza — Zuera                                                                      | - Villanueva de Gállego - Urb. Las Lomas de Gállego - Zuera                | DIREXIS Movilidad |
| 111            | 111            | Zaragoza — San Mateo de Gállego                                                       | - Villanueva de Gállego - Urb. Las Lomas de Gállego - San Mateo de Gállego | DIREXIS Movilidad |
| 111            | 111B           | Zaragoza — San Mateo de Gállego (por el interior de Las Lomas)                        | - Villanueva de Gállego - Urb. Las Lomas de Gállego - San Mateo de Gállego | DIREXIS Movilidad |
| N12            | N12            | Zaragoza — El Zorongo (línea nocturna)                                                | - San Juan de Mozarrifar - Urb. El Zorongo                                 | DIREXIS Movilidad |

| Corredor este | Corredor este | Corredor este                                                        | Corredor este                                                                            | Corredor este     |
| Línea         | Sublínea      | Recorrido                                                            | Localidades servidas                                                                     | Empresa operadora |
| ------------- | ------------- | -------------------------------------------------------------------- | ---------------------------------------------------------------------------------------- | ----------------- |
| 201           | 201           | Zaragoza — Movera                                                    | - Movera - El Lugarico de Cerdán                                                         | DIREXIS Movilidad |
| 201           | 201B          | Zaragoza — El Lugarico de Cerdán (por las piscinas de Movera)        | - Movera - El Lugarico de Cerdán                                                         | DIREXIS Movilidad |
| 201           | 201C          | Zaragoza — El Lugarico de Cerdán (sin las piscinas de Movera)        | - Movera - El Lugarico de Cerdán                                                         | DIREXIS Movilidad |
| 210           | 210           | Zaragoza — Villamayor de Gállego                                     | Villamayor de Gállego                                                                    | DIREXIS Movilidad |
| 211           | 211           | Zaragoza — Alfajarín                                                 | - La Puebla de Alfindén - Alfajarín                                                      | DIREXIS Movilidad |
| 211           | 211B          | Zaragoza — Alfajarín (por polígonos)                                 | - La Puebla de Alfindén - Alfajarín                                                      | DIREXIS Movilidad |
| 212           | 212           | Zaragoza — Pastriz                                                   | - Movera - Pastriz                                                                       | DIREXIS Movilidad |
| 212           | 212B          | Zaragoza — Pastriz (por las piscinas de Movera)                      | - Movera - Pastriz                                                                       | DIREXIS Movilidad |
| 213           | 213           | Zaragoza — Villafranca de Ebro                                       | - La Puebla de Alfindén - Alfajarín - Nuez de Ebro - Villafranca de Ebro                 | DIREXIS Movilidad |
| 213           | 213B          | Zaragoza — Villafranca de Ebro (por polígonos)                       | - La Puebla de Alfindén - Alfajarín - Nuez de Ebro - Villafranca de Ebro                 | DIREXIS Movilidad |
| 214           | 214           | Zaragoza — Osera de Ebro                                             | - La Puebla de Alfindén - Alfajarín - Nuez de Ebro - Villafranca de Ebro - Osera de Ebro | DIREXIS Movilidad |
| 214           | 214B          | Zaragoza — Osera de Ebro (por polígonos)                             | - La Puebla de Alfindén - Alfajarín - Nuez de Ebro - Villafranca de Ebro - Osera de Ebro | DIREXIS Movilidad |
| 310           | 310           | Zaragoza — El Burgo de Ebro                                          | El Burgo de Ebro                                                                         | DIREXIS Movilidad |
| 311           | 311           | Zaragoza — Fuentes de Ebro                                           | - El Burgo de Ebro - Fuentes de Ebro                                                     | DIREXIS Movilidad |
| 312           | 312           | Zaragoza — Pina de Ebro                                              | - El Burgo de Ebro - Fuentes de Ebro - Pina de Ebro                                      | DIREXIS Movilidad |
| N21           | N21           | Zaragoza — Movera — Pastriz — Villamayor de Gállego (línea nocturna) | - Movera - Pastriz - Villamayor de Gállego                                               | DIREXIS Movilidad |
| N22           | N22           | Zaragoza — Villafranca de Ebro (línea nocturna)                      | - La Puebla de Alfindén - Alfajarín - Nuez de Ebro - Villafranca de Ebro                 | DIREXIS Movilidad |
| N31           | N31           | Zaragoza — Pina de Ebro (línea nocturna)                             | - El Burgo de Ebro - Fuentes de Ebro - Pina de Ebro                                      | DIREXIS Movilidad |

| Corredor sur | Corredor sur | Corredor sur                               | Corredor sur                                               | Corredor sur               |
| Línea        | Sublínea     | Recorrido                                  | Localidades servidas                                       | Empresa operadora          |
| ------------ | ------------ | ------------------------------------------ | ---------------------------------------------------------- | -------------------------- |
| 410          | 410          | Zaragoza — Cuarte de Huerva                | Cuarte de Huerva                                           | ALSA (Ágreda Bus)          |
| 410          | 410B         | Zaragoza — Cuarte de Huerva                | Cuarte de Huerva                                           | ALSA (Ágreda Bus)          |
| 411          | 411          | Zaragoza — Botorrita                       | - Cuarte de Huerva - Cadrete - María de Huerva - Botorrita | ALSA (Ágreda Bus)          |
| 501          | 501          | Zaragoza — PLAZA                           | - Plataforma PLAZA - Aeropuerto de Zaragoza                | ALSA (Ágreda Bus)          |
| 501          | 501B         | Zaragoza — PLAZA — Aeropuerto              | - Plataforma PLAZA - Aeropuerto de Zaragoza                | ALSA (Ágreda Bus)          |
| 505          | 505          | Zaragoza — Aeropuerto (directo)            | Aeropuerto de Zaragoza                                     | ALSA (Ágreda Bus)          |
| 510          | 510          | Zaragoza — La Muela                        | La Muela                                                   | Automóviles Zaragoza, S.A. |
| N41          | N41          | Zaragoza —María de Huerva (línea nocturna) | - Cuarte de Huerva - Cadrete - María de Huerva             | ALSA (Ágreda Bus)          |
| N51          | N51          | Zaragoza —La Muela (línea nocturna)        | La Muela                                                   | Automóviles Zaragoza, S.A. |

| Corredor oeste | Corredor oeste | Corredor oeste                                            | Corredor oeste                                                         | Corredor oeste        |
| Línea          | Sublínea       | Recorrido                                                 | Localidades servidas                                                   | Empresa operadora     |
| -------------- | -------------- | --------------------------------------------------------- | ---------------------------------------------------------------------- | --------------------- |
| 601            | 601            | Zaragoza — Urb. Torres de San Lamberto                    |                                                                        | ALSA (Ágreda Bus)     |
| 602            | 602            | Zaragoza — Monzalbarba — Utebo                            | - Alfocea - Monzalbarba - Utebo                                        | ALSA (Ágreda Bus)     |
| 603            | 603            | Zaragoza — Casetas                                        | - Venta del Olivar - Utebo - Casetas                                   | ALSA (Ágreda Bus)     |
| 604            | 604            | Zaragoza — Garrapinillos                                  | Garrapinillos                                                          | Autocares Samar, S.A. |
| 605            | 605            | Zaragoza — Villarrapa                                     | - Venta del Olivar - Utebo - Casetas - Villarrapa                      | ALSA (Ágreda Bus)     |
| 610            | 610            | Zaragoza — Torres de Berrellén                            | - Venta del Olivar - Utebo - Casetas - La Joyosa - Torres de Berrellén | ALSA (Ágreda Bus)     |
| 610            | 610A           | Casetas — Torres de Berrellén                             | - Venta del Olivar - Utebo - Casetas - La Joyosa - Torres de Berrellén | ALSA (Ágreda Bus)     |
| 610            | 610C           | Utebo — Torres de Berrellén                               | - Venta del Olivar - Utebo - Casetas - La Joyosa - Torres de Berrellén | ALSA (Ágreda Bus)     |
| 611            | 611            | Zaragoza — Pinseque                                       | - Utebo - Casetas - Pinseque                                           | ALSA (Ágreda Bus)     |
| N63            | N63            | Zaragoza — Monzalbarba — Utebo — Casetas (línea nocturna) | - Monzalbarba - Utebo - Casetas                                        | ALSA (Ágreda Bus)     |
| N64            | N64            | Zaragoza — Garrapinillos (línea nocturna)                 | Garrapinillos                                                          | Autocares Samar, S.A. |

## Administraciones integradas
- Gobierno de Aragón
- Diputación Provincial de Zaragoza (DPZ)
- Y los ayuntamientos de la Comarca de Zaragoza